# Bionicle: Matoran Adventures
Bionicle: Matoran Adventures est un jeu vidéo d'action-aventure développé par Argonaut Games et édité par Electronic Arts, sorti en 2001 sur Game Boy Advance.
Il est basé sur la gamme de jouets du même nom.

## Accueil
- IGN : 3/10[1]